# Portia Bing
Portia Bing (Helensville, 17 aprile 1993) è una multiplista e ostacolista neozelandese.

## Biografia
Bing ha iniziato a gareggiare nel 2009 cimentandosi nelle singole discipline dell'atletica leggera che compongono le prove multiple. Nel 2010, infatti, ha conquistato alcune medaglie nei Campionati giovanili disputati per quell'anno in Australia. Nel 2012 esordisce in campo mondiale nell'Eptathlon ai Mondiali juniores in Spagna a cui ha fatto seguito, nel 2015, la partecipazione ai Mondiali di Cina.

Non avendo centrato la qualificazione ai Giochi olimpici di Rio de Janeiro 2016, Bing si è presa una pausa dalle competizioni sportive per reinventarsi come ostacolista a partire dal 2018. L'anno seguente, oltre ad aver fissato un nuovo record nazionale nei 400 metri ostacoli, Bing vince una medaglia di bronzo ai Campionati oceaniani di Townsville e partecipa ai Mondiali di Doha, venendo però squalificata in batteria.

## Record nazionali
- 400 metri ostacoli: 55"44 ( Hastings, 5 marzo 2022)

## Palmarès
| Anno | Manifestazione           | Sede       | Evento         | Risultato  | Prestazione | Note |
| ---- | ------------------------ | ---------- | -------------- | ---------- | ----------- | ---- |
| 2010 | Campionati oceaniani U18 | Sydney     | Salto in alto  | 8ª         | 1,60 m      |      |
| 2010 | Campionati oceaniani U18 | Sydney     | Salto in lungo | Argento    | 5,81 m      |      |
| 2010 | Campionati oceaniani U20 | Cairns     | Salto in lungo | Oro        | 5,70 m      |      |
| 2010 | Campionati oceaniani U20 | Cairns     | 100 m hs       | Argento    | 14"88       |      |
| 2010 | Campionati oceaniani U20 | Cairns     | 4×100 m        | Oro        | 49"18       |      |
| 2012 | Mondiali U20             | Barcellona | Eptathlon      | 5ª         | 5 653 p.    |      |
| 2014 | Giochi del Commonwealth  | Glasgow    | 4×100 m        | Batteria   | 3'34"62     |      |
| 2015 | Mondiali                 | Pechino    | Eptathlon      | 16ª        | 6 057 p.    |      |
| 2019 | Campionati oceaniani     | Townsville | 400 m hs       | Bronzo     | 57"11       |      |
| 2019 | Mondiali                 | Doha       | 400 m hs       | Batteria   | dq          |      |
| 2022 | Mondiali                 | Eugene     | 400 m hs       | Semifinale | 55"53       |      |
| 2022 | Giochi del Commonwealth  | Birmingham | 400 m hs       | 7ª         | 56"36       |      |
| 2023 | Mondiali                 | Budapest   | 400 m hs       | Batteria   | 1'06"97     |      |